# Profesiunea doamnei Warren
Profesiunea Doamnei Warren, conform originalului, Mrs. Warren's Profession, este o piesă scrisă de George Bernard Shaw în 1893, fiind a treia din seria Pieselor neplăcute.

## Personaje
- Mrs. Kitty Warren
- Mr. Praed
- Sir George Crofts
- Reverend Samuel Gardner
- Vivie Warren
- Frank Gardner

## Adaptări și continuări
Sir Harry Johnston a scris un fel de continuare a piesei, publicând în 1922 romanul Mrs. Warren's Daughter, in about 1922.
O adaptare radio a piesei a fost trasmisă de către BBC în 2002 și apoi re-trasmisă în ianuarie 2009 pe canalul BBC Radio 7, având actrița Maggie Steed în rolul principal.

## Legături externe
- Mrs. Warren's Profession la Proiectul Gutenberg
- Mrs. Warren's Profession on Open Library at the Internet Archive
- Profesiunea doamnei Warren la Internet Broadway Database
- Mrs. Warren's Profession carte audio din domeniul public la LibriVox

## Vezi și
- Listă de piese de teatru irlandeze